# Strambinello
Strambinello is een gemeente in de Italiaanse provincie Turijn (regio Piëmont) en telt 263 inwoners (31-12-2004). De oppervlakte bedraagt 2,2 km², de bevolkingsdichtheid is 120 inwoners per km².

## Demografie
Strambinello telt ongeveer 122 huishoudens. Het aantal inwoners steeg in de periode 1991-2001 met 7,9% volgens cijfers uit de tienjaarlijkse volkstellingen van ISTAT.
| Jaar | Inwoneraantal |
| ---- | ------------- |
| 1991 | 239           |
| 2001 | 258           |

## Geografie
Strambinello grenst aan de volgende gemeenten: Vistrorio, Quagliuzzo, Baldissero Canavese, Torre Canavese.
1. ↑  https://demo.istat.it/?l=it.